# Fortificació de Casavells
La fortificació de Casavells és un monument protegit com a bé cultural d'interès nacional a Casavells (Baix Empordà). No hi ha notícies de l'existència d'un castell medieval a Casavells. Cal suposar que el mur descrit pertanyia a una sala o casa forta. Potser a un casal fortificat com el que hi devia haver a l'actual Mas Carbó, als afores del mateix poble, vers el NE, en el qual fins fa pocs anys eren visibles murs d'una ferrenya torre medieval espitllerada, els quals han estat després coberts d'arrebossat.
Edifici militar. Restes d'un edifici fortificat. Mur situat a l'entrada NW del poble, enfront i a poca distància de la gran masia de Can Saló. El fragment de mur que resta dempeus té uns 12 metres de llargada i es manté en uns 2 m d'alçada, hi ha dues sageteres i sota el seu nivell una resta d'encaixos, segurament d'un embigat en la cara interna, que dona a l'actual via pública. El parament és de còdols i pedres només desbastades amb certa tendència a afilerar-se, material lligat amb ferm morter.